# Galena, Ohio
Galena là một làng thuộc quận Delaware, tiểu bang Ohio, Hoa Kỳ. Năm 2010, dân số của làng này là 653 người.

## Dân số
- Dân số năm 2000: 305 người.
- Dân số năm 2010: 653 người.